# Atarba (Ischnothrix) polyspila
Atarba (Ischnothrix) polyspila is een tweevleugelige uit de familie steltmuggen (Limoniidae). De soort komt voor in het Neotropisch gebied.